# Косик, Владимир Николаевич
Владимир Николаевич Косик (26 ноября 1924, Вацевичи, Львовское воеводство — 12 июня 2017, Париж) — украинский историк, специалист по истории французско-украинских отношений, истории УНР и истории Украины периода Второй мировой войны. Псевдоним — Борис Марченко.

## Биография и научная деятельность
Владимир Косик родился 26 ноября 1924 г. в селе Вацевичи возле Дрогобыча в бедной крестьянской семье. Среднее образование получил в Дрогобыче. Во время Второй мировой войны был участником подполья ОУН. Под конец войны был вывезен на принудительные работы в Восточную Германию, откуда в сентябре 1946 года перешёл в Западную Германию, оккупированную англо-американскими и французскими войсками.
С 1948 года жил во Франции. Работал на фабрике, в свободное время занимался научной деятельностью. Учился в Украинском свободном университете (УСУ) в Мюнхене и несколько лет в Сорбонне и в Институте истории современных международных отношений.
Владимир Косик был основателем и редактором франкоязычного журнала «Европейский Восток». Принимал активное участие в общественной жизни украинской диаспоры Франции. В 1961 году его избрали председателем «Объединения украинцев во Франции».
В 1960—1980-е годы читал лекции по истории Украины в Украинском свободном университете в Мюнхене, а также в Национальном институте восточных языков и цивилизаций университета Париж-3.
С 1992 года часто посещал Украину, читал спецкурсы по истории Украины во многих университетах Украины: (Киев, Ивано-Франковск, Тернополь, Дрогобыч). С 2000 года занимал должность профессора Львовского национального университета им. Ивана Франко, читал лекции по истории Украины в этом университете.
Умер в 2017 году в Париже. Похоронен на Лычаковском кладбище во Львове

## Признание
- Почетный председатель общественной организации «Центр исследований освободительного движения» (Украина).
- Кавалер Ордена искусств, литературы и гуманитарных наук (1998) — за публикации на французском языке про Украину, награждён правительством Французской Республики,
- Золотая медаль (2000) — награждён Украинским свободным университетом,
- Орден «За заслуги» III степени (2005) — за научный труд, награждён в Париже президентом Украины Виктором Ющенко,
- Офицер Ордена искусств, литературы и гуманитарных наук (2005), Лауреат Международной литературной премии им. Ивана Кошеливца (2000).

## Научные труды
- Симон Петлюра: збірник студійно-наукової конференції в Парижі (травень 1976 року): статті, замітки, матеріали, ред. В. Косик, Український вільний університет. — Париж; Мюнхен, 1980. — 237 с.
- La politique de la France à l'égard de l’Ukraine, Publications de la Sorbonne ; 13. — Paris, 1981.
- Entwicklungsphasen des Konzentrationslagersystems in der UdSSR / Wolodymyr Kosyk. (Aus dem Ukrainischen übers. v. Lidia Kaszurowskyj Kriukow) — München, 1981. — 31 S.
- Das Dritte Reich und die ukrainische Frage: Dokumente 1934—1944 / hrsg., eingel. u. dargest. von Wolodymyr Kosyk. — München: Ukrain. Inst., 1985. — 227 S.
- Українська Повстанська Армія. (Короткий історичний огляд). — Стрий, 1992. — 34 с.
- L' Allemagne national-socialiste et l’Ukraine, Paris: Publ. de l’Est Européen, 1986. — 665 р. ISBN 2-902892-02-0.
- Україна й Німеччина в Другій світовій війні. Переклав з французької Роман Осадчук. — Львів: НТШ, 1993. (перше видання опубліковане в США).
- Німецька шкільна політика в Райхскомісаріяті Україна (1941—1944) / Володимир Косик В. // Визвольний шлях. — 1994. — № 3. — С. 351—360.
- Розкол ОУН (1939—1940). — 2-е вид., випр. й доп. Львів: Інститут українознавства ім. І. Крип’якевича НАН України; Львівський національний університет ім. І. Франка, 1999. — 136 с.
- Симон Петлюра / Перекл. з фр. Я. Кравець. — Львів: НТШ, 2000. — 88 с.
- Україна в Другій світовій війні у документах. Збірник німецьких архівних матеріалів (1944—1945): в 4 томах / Упоряд. В. М. Косика. — Львів: Львівський національний університет імені Івана Франка; Інститут української археографії та джерелознавства ім. М. Грушевського НАНУ, 2000.
- Українці у Франції. — Львів: Львівський національний університет імені Івана Франка, 2008.
- Косик В. Правда історії. Роки окупації України 1939—1944 (Збірник статей) — Київ: Українська видавнича спілка, 2008. — 184 с.
- Спецоперації НКВД-КГБ проти ОУН: боротьба Москви проти українського націоналізму 1933—1943. Дослідження методів боротьби. — Львів: Галицька Видавнича Спілка, 2009. — 160 с., іл. ISBN 978-966-1633-15-4.
- Косик В. Боротьба за незалежність України в 1938—1941 роках. Втрати України у Другій світовій війні. Наукове Товариство ім. Т. Шевченка в Європі. — Київ, 2013. — 174 с.
- Косик В. Україна довга і важка боротьба за існування. — Київ: Вид. дім «Києво-Могилянська академія», 2014.